# Western (ligne bleue sud du métro de Chicago)
Pour les articles homonymes, voir Western (homonymie).
Ne doit pas être confondu avec Western (ligne bleue nord du métro de Chicago), Western (ligne rose du métro de Chicago), Western (ligne brune du métro de Chicago) ou Western (ligne orange du métro de Chicago).
Western est une station de la ligne bleue du métro de Chicago située sur la Congress Branch dans la médiane de l’autoroute Eisenhower à l'ouest du Loop. La station se trouve dans le quartier de Near West Side.
Elle offre une correspondance à la station Western Avenue où s'arrête la ligne BNSF Railway du Metra.

## Description
Ouverte en 1958, sa conception est identique aux autres stations de l’autoroute Eisenhower ouvertes en 1958, elle est composée d’un quai central, de deux entrées et sorties à chaque extrémité et d'un mobilier fonctionnel. 
Western est ouverte 24h/24, 7J/7 et 452.266 passagers y ont transité en 2008.  
Il ne faut pas la confondre avec l'autre station Western de la ligne bleue qui se trouve sur la partie nord vers O'Hare.

## Les correspondances avec lebus
Avec les bus de la Chicago Transit Authority :
- #7 Harrison
- #49 Western (Owl Service)
- #X49 Western Express

## Dessertes
| Nord/Ouest                    |  |             |  | Sud/Est                               |
| ----------------------------- |  | ----------- |  | ------------------------------------- |
| Kedzie-Homan vers Forest Park |  | ligne bleue |  | Illinois Medical District vers O'Hare |
| modifier sur Wikidata         |  |             |  |                                       |